# ريتشارد وايت (لاعب كريكت)
ريتشارد وايت (27 أبريل 1934 - ) (بالإنجليزية: Richard White)‏ هو لاعب كريكت بريطاني.